# Šugnan

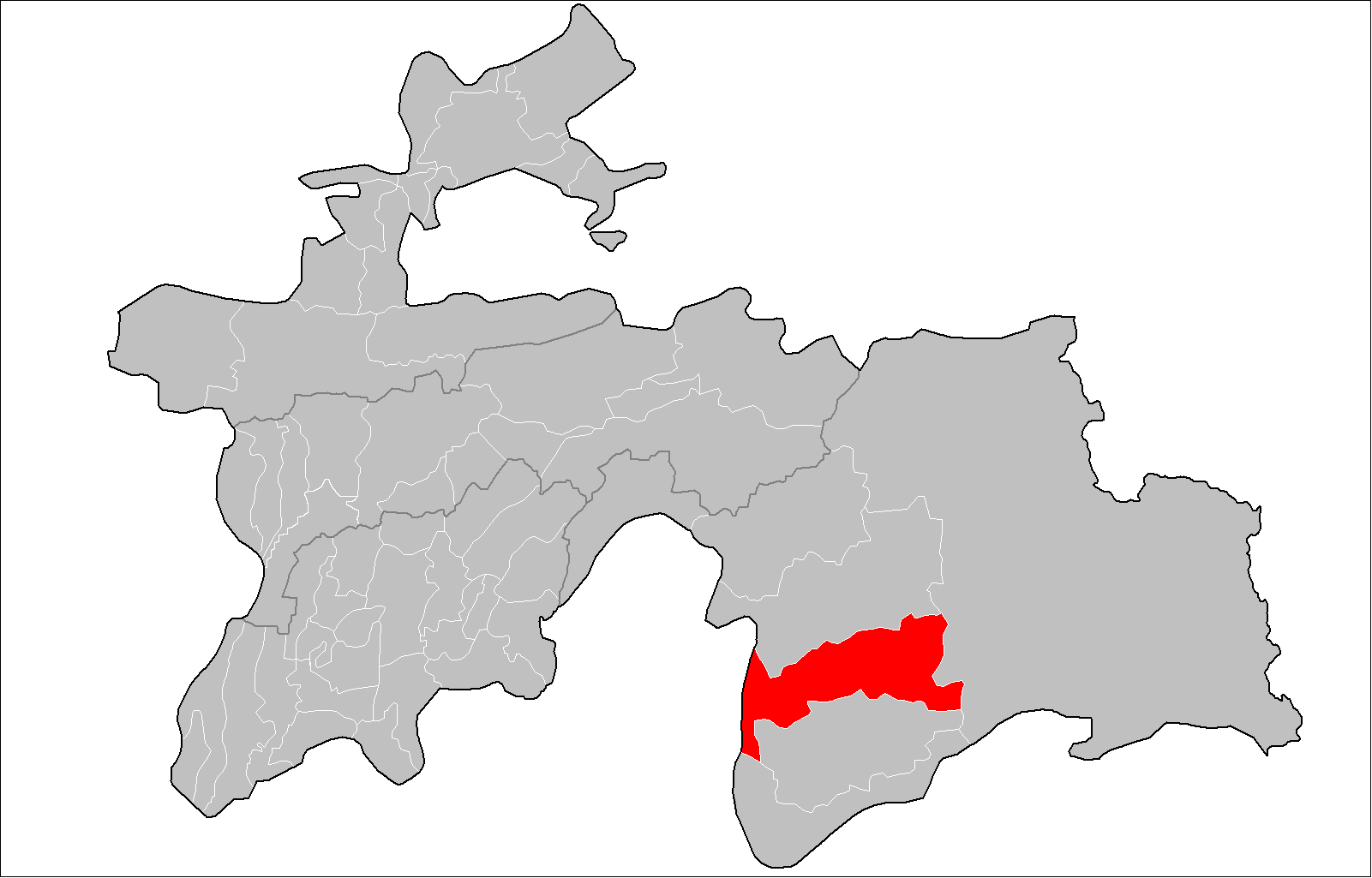
Tádžický Šugnan

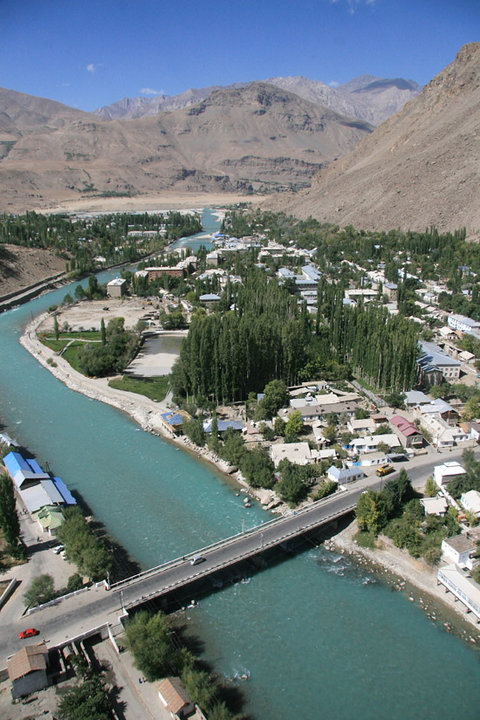
Khorugh

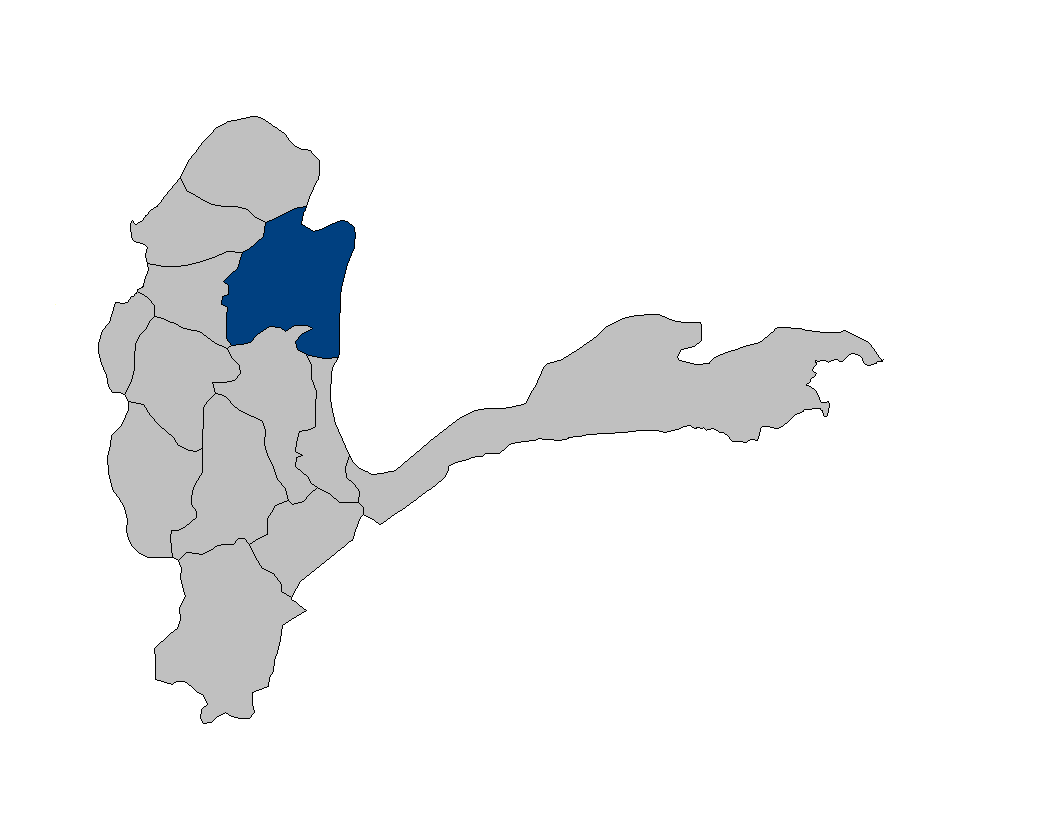
Afghánský Šugnan

Šugnan (šugnansky Xuγnủn, tádžicky Шуғнон, persky شغنان), též Horní Vachán, je historická oblast v jihozápadním Pamíru, rozkládající se v povodí řeky Gunt a jejího levobřežního přítoku, řeky Šachdary, a na přilehlém území za řekou Pandž. Dnes je rozdělena mezi Tádžikistán a Afghánistán – Šugnan na pravém břehu Pandže leží v Tádžikistánu, Šugnan na levém břehu Pjandže leží v Afghánistánu. Obyvatelé oblasti hovoří vlastním jazykem, šugnanštinou. Na počátku 20. století v Šugnanu cestoval Jaroslav Josef Malý.